# Mezquita del Sultán Omar Ali Saifuddin
La mezquita del Sultán Omar Ali Saifuddien es una mezquita islámica situada en Bandar Seri Begawan, capital del sultanato de Brunéi. Es considerada una de las mezquitas más llamativas de Asia-Pacífico y un importante monumento y atracción turística de Brunéi.
Llamada en honor a Omar Ali Saifuddien III, el 28.º sultán de Brunéi, la mezquita domina el paisaje urbano de Bandar Seri Begawan como símbolo de la fe islámica del país. Fue completada en 1958 y es un ejemplo de la arquitectura islámica moderna.

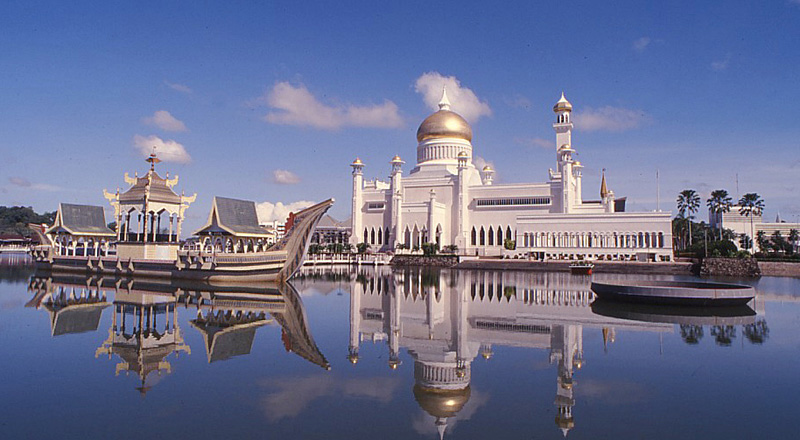
La Mezquita del Sultán Omar Ali Saifuddin con la barcaza ceremonial a la izquierda

La mezquita fusiona los estilos mogol e italianos. Los planos fueron realizados por Booty y Edwards Chartered Architects según los diseños del arquitecto italiano cavaliere Rudolfo Nolli, quien llevaba trabajando en el golfo de Tailandia desde hacía décadas.
La mezquita está construida en una laguna artificial en las orillas del río Brunéi, en Kampong Ayer, el "pueblo en el agua". Tiene minaretes de mármol y cúpulas doradas con patios y frondosos jardines repletos de fuentes. La mezquita está rodeada por muchos árboles y jardines florales que en el islam simbolizan el cielo. Un puente cruza la laguna hasta Kampong Ayer, en mitad del río. Otro puente de mármol conduce a una estructura en la laguna, una réplica de la barcaza del sultán Bolkiah, del siglo XVI. Se construyó para conmemorar el 1400 aniversario de Nuzul Al-Quran, se completó en 1967 y se usa para celebrar competiciones de lectura del Corán.
El elemento más característico de la mezquita, la cúpula principal, está cubierta con oro puro. La mezquita tiene 53 m de altura y se puede ver desde casi todo Bandar Seri Begawan. El minarete principal es el elemento más alto de la mezquita. Mezcla de manera única el estilo italiano y el renacentista. El minarete tiene ascensores hasta la cima, desde donde se pueden disfrutar de vistas panorámicas de la ciudad.
El interior de la mezquita es solo para orar. Tiene suntuosas vidrieras, arcos, semicúpulas y columnas de mármol. Casi todos los materiales usados en el edificio fueron importados del extranjero: el mármol de Italia, el granito de Shanghái, las lámparas de araña de cristal de Inglaterra y las alfombras de Arabia Saudita.